# Togacantha nordviei
Togacantha nordviei (Strand, 1913) è un ragno appartenente alla famiglia Araneidae.
È l'unica specie nota del genere Togacantha.

## Etimologia
Il nome deriva, per la prima parte, dallo Stato africano del Togo, dove è stato inizialmente rinvenuto, e dal greco ᾶκανθα, àkantha, cioè spina, aculeo.

## Distribuzione
La specie è stata rinvenuta in Africa occidentale, centrale e orientale.

## Tassonomia
Descritto come un sottogenere di Gasteracantha Sundevall, 1833, è stato poi elevato al rango di genere a seguito di un lavoro dell'aracnologo Emerit del 1974.
Dal 1982 non sono stati esaminati altri esemplari, né sono state descritte sottospecie al 2014.